# Ель-Арусса
Ель-Арусса (араб. العروسة) — місто в Тунісі. Входить до складу вілаєту Сільяна. Станом на 2004 рік тут проживало 2 621 особа.